# انجمن مرکزی
انجمن مرکزی یک فدراسیون تأثیرگذار متشکل از بیش از ۱۴۰ سازمان و انجمن هوادار جنبش مشروطه ایران بود. انجمن مرکزی توانست اعتصابات سراسری در بازار را رقم بزند و نیز بیش از پنجاه هزار تظاهرکننده و سه هزار داوطلب مسلح را برای دفاع از مجلس شورای ملی بسیج کند.